# Robin Fryday
Robin Fryday é uma uma cineasta norte-americana. Como reconhecimento, foi nomeada ao Oscar 2012 na categoria de Melhor Documentário em Curta-metragem por The Barber of Birmingham: Foot Soldier of the Civil Rights Movement.